# George Washington (inventeur)
Pour les articles homonymes, voir Washington et George Washington (homonymie).

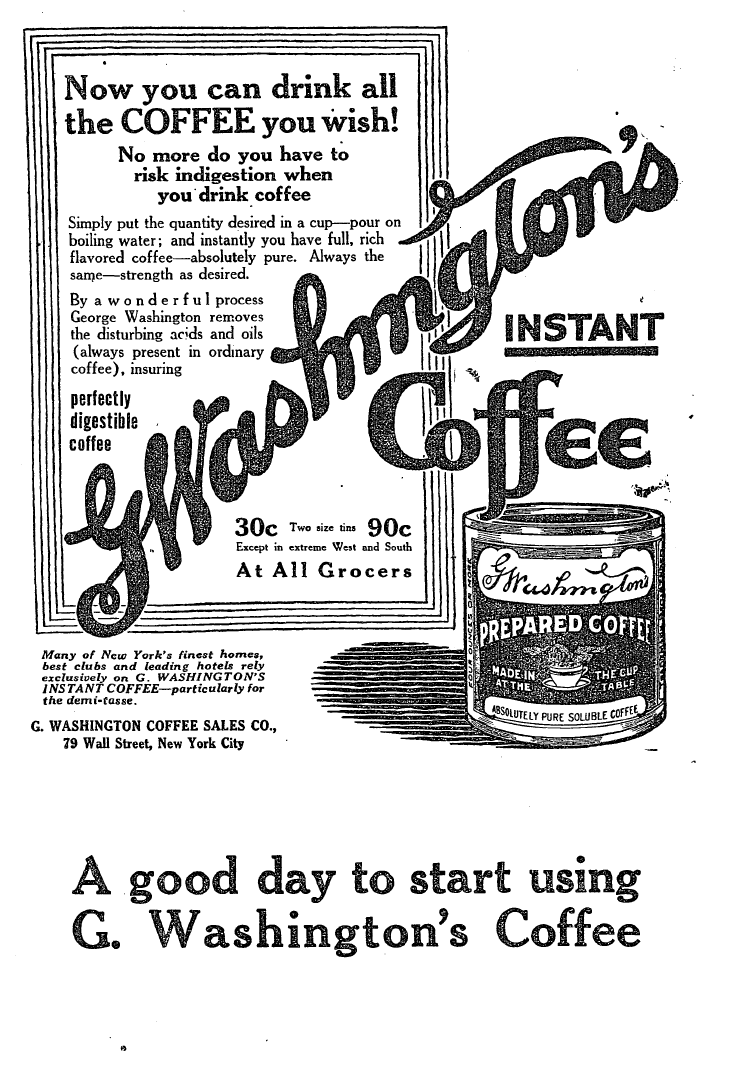
Publicité du début du XXe siècle présentant le café Washington - The New York Times - 23 février 1914.

George Constant Louis Washington,, né en mai 1871 à Courtrai, en Belgique, et décédé le 29 mars 1946 à Mendham (New Jersey), est un inventeur américain et un homme d'affaires d'origine anglo-belge. Il est surtout connu pour la première mise au point d'un procédé de fabrication de café soluble et la compagnie qu'il a fondée pour le produire à grande échelle, la G. Washington Coffee Company.
Émigrant de sa Belgique natale, il arriva à New York vers 1897 où il travailla dans différents secteurs techniques avant de se lancer dans la fabrication du café soluble après un voyage en Amérique centrale en 1906 ou 1907. Il commença à vendre son café en 1909 et fonda son entreprise pour le produire en 1910. Basée à New York et dans le New Jersey, sa compagnie prospéra et devint un important fournisseur de l'armée pendant la Première Guerre mondiale. Il fit de la publicité pour ses produits dans les journaux new-yorkais et à la radio. Le succès de son entreprise le rendit riche et après avoir vécu dans un manoir à Brooklyn, il déménagea dans un domaine du New Jersey en 1927. La même année, il perdit un procès qui l'opposait à l'administration fiscale américaine.
Washington était marié et eut trois enfants.
En  1943, peu avant sa mort, Washington vendit son entreprise à la société American Home Products. Bien que sa marque de café disparut en 1961, le nom de « Washington » est toujours utilisé pour le produit G. Washington's Seasoning & Broth.

## Biographie

### Ses origines et ses débuts
George Washington est né à Courtrai en Belgique, en mai 1871 d'un père anglais et d'une mère belge,. D'après les lois de l'époque sur la nationalité, Washington fut un sujet britannique jusqu'à sa naturalisation américaine en mai 1918. Au moins six autres membres de sa famille se sont installés aux États-Unis ou en Amérique centrale. De nombreuses personnes certifient qu'il existe un lien de parenté entre George Washington, l'inventeur, et son homonyme, le président George Washington, bien que rien ne soit prouvé.

#### De la Belgique aux États-Unis
Washington vint habiter à Bruxelles, puis obtint un diplôme en chimie à l'université de Bonn en Allemagne. En décembre 1895, Washington épousa Angeline Céline Virginie Van Nieuwenhuyse, née en 1876, soit de cinq ans sa cadette,,. Le recensement américain de 1900 montre que Lina (c'est ainsi que se faisait appeler sa femme aux États-Unis), comme son mari, avait des origines belges et anglaises (un père belge et une mère anglaise).

#### Arrivée de la famille
Son arrivée par bateau depuis le port belge d'Anvers fut enregistrée sur Ellis Island le 6 octobre 1896 bien que le recensement indique qu'il ait émigré seulement en 1897. Le couple s'installa dans la région de New York où ils eurent trois enfants, : Louisa, née en mai 1897 ; Irène, née en mai 1898, et Georges Jr,. Les deux cadets sont recensés comme nés à New York.

#### Entreprises
Arrivé à New York, Washington fonda sa première entreprise, une usine de production de lampes au kérosène. À ce moment-là, il habitait New Brighton sur Staten Island, mais son entreprise, la George Washington Lighting Company était située près de Jersey City. Cette entreprise fut abandonnée avec le développement des ampoules à bulbe. Washington a également eu une usine de fabrication d'appareils photos pendant quelque temps.
En 1900, le recensement désignait Washington comme un inventeur de 29 ans vivant dans une maison en location à Brooklyn avec une femme de 29 ans, ses trois enfants, sa sœur cadette (25 ans), trois serviteurs, et l'enfant de deux des serviteurs.

#### Le café
Washington s'essaya à l'élevage bovin au Guatemala, où il resta environ un an, en 1906, ou 1907, mais en même temps, il développa sa méthode de production de café instantané. Puis il revint à New York où il poursuivit l'essentiel de sa carrière dans la production de café.

### Vie privée
Après avoir démarré son affaire de café en 1910, Washington alla vivre à Brooklyn, au 47 Prospect Park West, tout en ayant une résidence secondaire au 287 South Country Road à Bellport dans le comté de Suffolk,. Washington vendit ces deux résidences en 1926-1927 pour une somme dépassant le million de dollars à un groupe d'hommes aisés de Brooklyn désirant créer un centre social,. Avec le déplacement de son usine et l'achat de terrain en 1927 dans le New Jersey, il déménagea dans l'ancienne résidence Franklin Farms du gouverneur Franklin Murphy à Mendham.
Washington était également un passionné d'animaux exotiques et de jardinage. Il possédait une ménagerie importante d'abord à Bellport puis à Mendham. On rapporte l'avoir vu se promener régulièrement sur Long Island avec un singe ou un oiseau sur l'épaule. Washington affectionnait particulièrement les oiseaux rares, mais la ménagerie de Bellport contenait aussi des cerfs, des moutons, des chèvres et des antilopes ; on pouvait trouver parmi les centaines d'animaux de sa ménagerie de Mendham des cerfs, des lamas et des zèbres.
Concernant sa vie sociale, il était membre actif du Lotos club et du club littéraire gentlemen's club à New York.

### Politique
Le nom de Washington vint sur le devant de la scène pour l'élection présidentielle de 1920 : il fut alors choisi comme candidat au Dakota du Sud par le « parti de l'Amérique », mais sa candidature fut déposée trop tard. On ne sait cependant pas si ce choix était sérieux car George Washington ne pouvait être élu au poste de président des États-Unis, n'étant pas Américain de naissance. On retrouve plusieurs fois dans l'histoire des États-Unis un « parti de l'Amérique », mais ce choix était peut-être une moquerie d'un groupe qui aurait pris ce nom à l'époque.
« Ça, c'est un gars bien. Il a pris l'ascendant sur nous tous. Il roule sur l'or... et il pourra faire campagne comme il veut. Vous ne voyez pas pourquoi ? Il a acheté 100 000 dollars la résidence d'Albert Feltman sur Prospect Park West. Il en connait un bout sur la politique, étant voisin du sénateur Calder et de George Hamlin Childs. Quand vous y pensez bien, ce choix du "parti de l'Amérique" va permettre de faire une sacrée campagne que ce soit avec les bolcheviks, la lutte du gouvernement contre les rouges et les querelles sur la Société des Nations, etc. Nous avons eu du nez, c'est sûr. »
— Un homme politique de Brooklyn (anonyme) The New York Times, 4 janvier 1920

### Inventions

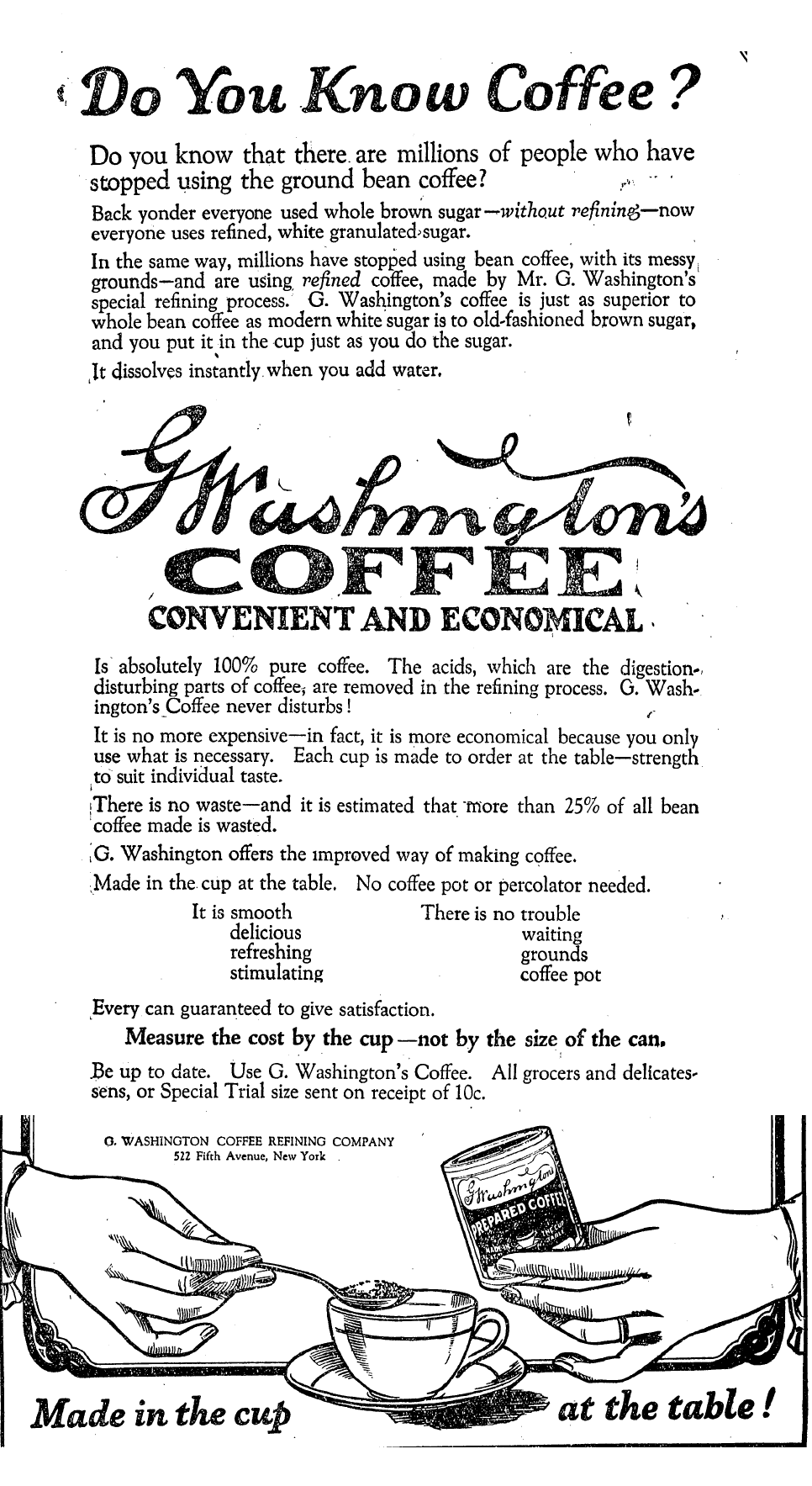
Cette publicité compare le café instantané à la pureté du sucre blanc. Paru dans le The New York Times, 2 Janvier 1922.

George Washington a déposé deux bonnes douzaines de brevets, dans les domaines des lampes à pétrole, des appareils photos et des processus industriels agro-alimentaires. Pour le café instantané, il n'est pas l'inventeur du procédé - Satori Kato, entre autres, le précéda dans ce domaine - mais il fut le premier à industrialiser le processus.
Il semblerait que Washington ait inventé le procédé alors qu'il était au Guatemala. Attendant son épouse en faisant chauffer du café dans une cafetière argentée, il constata que de la poudre se déposait sur le couvercle du pot. Il en conclut qu'on pouvait par cette méthode récupérer les arômes du café et se mit à travailler pour améliorer la méthode et la rendre utilisable à grande échelle.
Federico Lehnhoff Wyld, un germano-guatémaltèque, a aussi développé une méthode de production du café instantané à cette époque-là ; comme Wyld était le médecin personnel de Washington, certains ont avancé qu'il n'aurait pas fait cette découverte seul.
Le café de Washington fut d'abord appelé Red E Coffee (un jeu de mots avec « ready ») en 1909 et la G. Washington Coffee Refining Company fut fondée en 1910. Sa première usine se trouvait au 147 41st Street dans la zone industrielle de Brooklyn. L'usine fut déplacée en 1927 dans le New Jersey, au 45 East Hanover Avenue dans la plaine de Morris.
Les publicités sur son café instantané mettaient surtout l'accent sur son côté pratique, sa modernité et sa pureté. Il était censé faciliter la digestion et on disait même que ce café « pur » n'avait pas l'effet insomniant du café moulu. Il expliquait dans ses publicités que son procédé de fabrication n'extrayait pas les « acides » alors qu'on savait depuis 1819 que le pouvoir stimulant du café est dû à une base xanthique, la caféine, qui est évidemment extraite par le procédé de Washington.
Après la fin de la Première Guerre mondiale, la vente de café instantané à l'armée américaine se développa. Washington fit aussi la promotion de son produit en sponsorisant une série d'épisodes radiophoniques de Sherlock Holmes sur la BBC et le Blue Network de 1930 à 1935.
Mais à ses débuts, le café instantané était considéré comme un produit de qualité médiocre, d'un goût désagréable, et somme toute rien de plus qu'une nouveauté.

### Contrats militaires

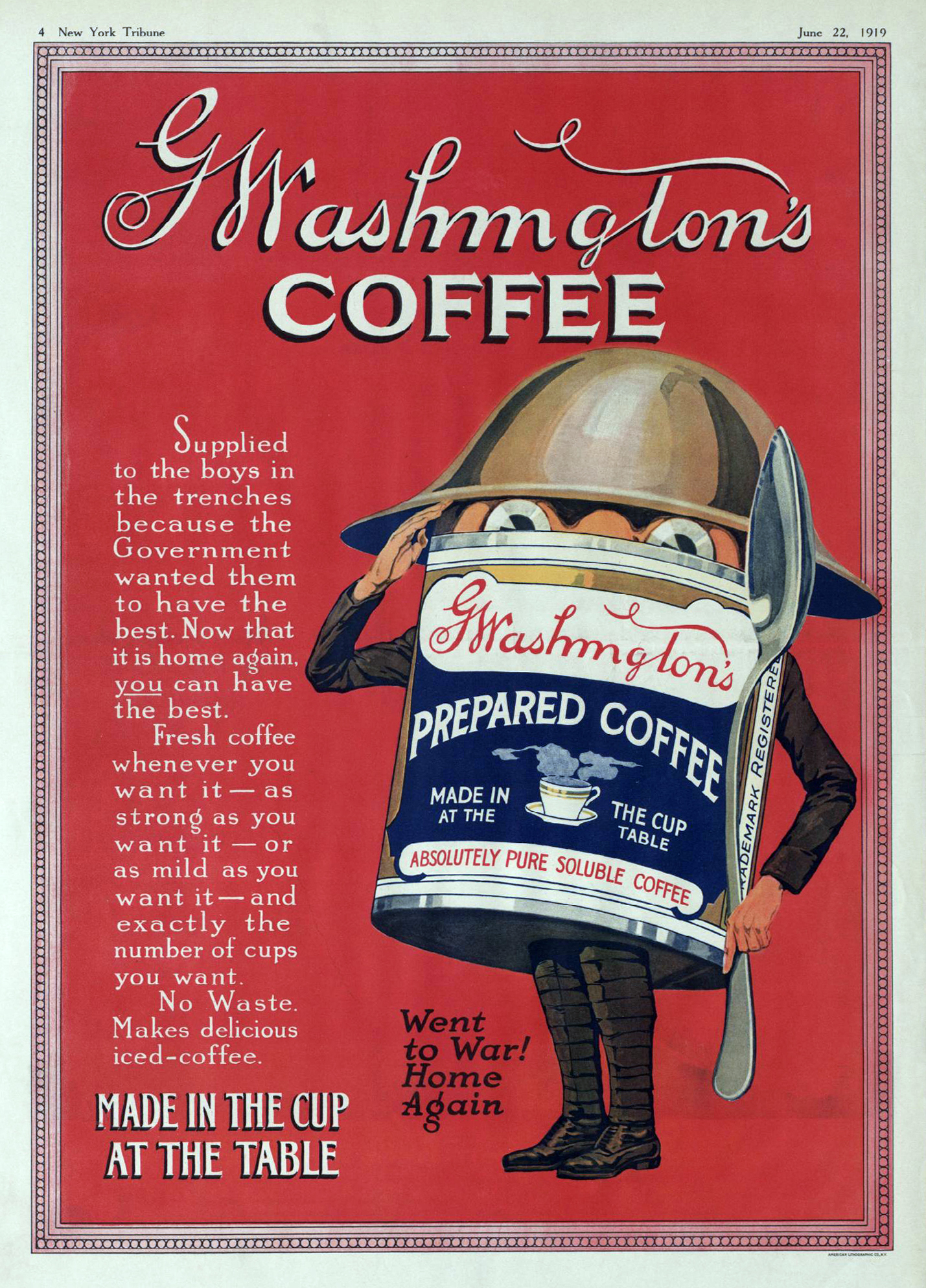
Après la Première Guerre mondiale le café fut « réintroduit dans le civil » avec le slogan « Parti à la guerre ! Revient à la maison ! ». Publié dans le New York Tribune, 22 juin 1919.

Pendant la Première Guerre mondiale, le café instantané de Washington, alors son unique production, était surtout employé dans les rations de combat. La consommation de café sur le champ de bataille était bien vue à cause de son apport en caféine.
E.F. Holbrook, le directeur de la section café du ministère américain de la défense de l'époque, pensait que le café soluble aidait à se remettre des effets du gaz moutarde. Ce type de café a aussi été utilisé par les forces expéditionnaires canadiennes de 1914 jusqu'à l'entrée en guerre du Canada en 1917. Toute la production de Washington était basée sur une économie de guerre. De nouveaux et petits producteurs sont apparus pendant la guerre afin de répondre à la formidable demande militaire, six fois supérieure à la demande nationale en temps de paix,.
Le café instantané  était populaire chez les militaires qui le surnommèrent la tasse de George ((en)cup of George). Comme le but recherché était plus l'effet tonifiant de la caféine que le goût, il était souvent bu froid. Voici un extrait de la lettre d'un militaire dans les tranchées en 1918 :
« I am very happy despite the rats, the rain, the mud, the draughts [sic], the roar of the cannon and the scream of shells. It takes only a minute to light my little oil heater and make some George Washington Coffee... Every night I offer up a special petition to the health and well-being of [Mr. Washington]. »
signifiant
« Je suis heureux, malgré les rats, la pluie, la boue, les inondations [sic], le bruit des canons et le sifflement des obus. Il ne me faut qu'une minute pour allumer mon petit réchaud à huile et faire du Café George Washington... Toutes les nuits je souhaite à M. Washington santé et bien-être. »
Les rations d'urgence de l'armée américaine pendant la Première Guerre mondiale contenaient un paquet de sept grammes de café instantané concentré pour chaque homme. Le café instantané était aussi utilisé dans les rations de réserve pour les tranchées. Pendant la Seconde Guerre mondiale, l'armée compta de nouveau sur Washington, mais cette fois-ci à pied d'égalité avec d'autres fabricants de café soluble apparus dans l'entre-deux-guerres, notamment Nescafé.

### Problèmes fiscaux
Washington rencontra quelques problèmes de redressements fiscaux avec les autorités américaines concernant les rapports financiers entre son entreprise et lui-même. En novembre 1918, il passa un contrat avec son entreprise concernant l'utilisation des secrets de fabrication sur la production du café et un mois plus tard il versa les quatre cinquièmes de ses émoluments à sa famille. Les Washington affirmèrent que les taxes ne devaient pas être payées sur les revenus de la famille et l'affaire arriva à la cour d'appel des impôts, puis à la cour d'appel des États-Unis qui, en 1927, délibéra contre les Washington à deux voix contre une. Une demande à la Cour suprême des États-Unis fut rejetée.

### Destin de l'homme et de l'entreprise
G. Washington Coffee Refining Company fut rachetée par American Home Products en 1943 et George Washington prit sa retraite. L'achat de l'entreprise, majoritairement détenue par la famille Washington, consista en l'échange de 29 860 actions (environ 1,7 million de dollars) de American Home Products ; à cette époque l' American Home Products était dans une période intense d'achats, trente quatre entreprises en huit ans,. Clarence Mark, directeur général de la G. Washington Coffee Refining Company, succéda à Washington en dirigeant l'entreprise fusionnée.
Pendant les dernières années de sa vie, Washington vendit la propriété "Franklin Farms", et résida dans une maison sur New Vernon Road à Mendham. Il décéda trois ans après la vente de son entreprise le 29 mars 1946. Ses funérailles eurent lieu trois jours plus tard.
Le café G. Washington cessa d'être une marque en 1961 quand l'usine du New Jersey fut vendue à Tenco, alors une filiale de Coca-Cola. Les derniers restes de la marque ont survécu au travers de G. Washington's Seasoning & Broth, une branche créée en 1938. Cette marque a été vendue par American Home Products en 2000, et après être passée par plusieurs intermédiaires, est gérée depuis 2001 par Homestat Farm, Ltd.

## George Washington Jr.
Le fils de Washington, George Washington Jr., fut comptable dans l'entreprise de son père et, comme ce dernier, était passionné de recherches. Il déposa en 1948 un brevet sur un procédé de photogravure pour les journaux qui fut largement utilisé.